# برناردو تابيا مونتيل
برناردو تابيا مونتيل (بالإسبانية: Bernardo Tapia Montiel) (7 يوليو 1962 في إسبانيا - ) هو لاعب كرة قدم إسباني في مركز الوسط. لعب مع نادي تيراسا ‏.

## وصلات خارجية
- برناردو تابيا مونتيل على موقع قاعدة بيانات كرة القدم.إي يو (الإنجليزية)